# Ultra Vortek
Ultra Vortek é um jogo de luta ultra violento desenvolvido pela Beyound Games e lançado pela Atari para o console Atari Jaguar em 1995. O jogo segue o estilo dos jogos de luta da década de 90, tentando capitalizar a popularidade dos jogos já existentes na época. Assim como outros jogos ultra violentos, o jogo recebeu o selo "Mature (17+) do ranking Entertainment Software Rating Board.

## História
O jogo é ajustado em uma distopia onde a civilização foi reduzida para um mundo inspirado em Mad Max com chefes militares. Após a descoberta de um artefato místico, a humanidade entrou em crise e as nações conhecidas foram separadas.
Durante o declínio da humanidade, a ciência e a tecnologia avançaram o suficiente para o ser humano desenvolver suas próprias criações. Primeiro foi o desenvolvimento de um robô, projetado para substituir humanos no trabalho manual, com melhor relação custo x benefício. A tecnologia acabou evoluindo para um ponto em que os seres humanos podem permitir que robôs possuam sua própria capacidade de raciocinar. No entanto, depois de serem escravizados por mais de cinquenta anos, os robôs adquiriram auto-conhecimento. Uma vez que isso ocorreu, os robôs formaram a Society of Machines, Androids, and Cyborgs ou SMAC, que solicitou para a humanidade direitos iguais na sociedade humana. Como resultado, os conflitos entre robôs e humanos aumentaram.
A segunda criação humana foi desenvolvida por um obscuro grupo de clones humanos conhecido como Specially Qualified Unique Engineered Eugenic Biounits ou SQUEEBs. Concebido pelo complexo industrial Complexo Industrial Militar ltda. com capacidades de sobrevivência que superou os seres humanos, os SQUEEBs acabariam por substituir os seres humanos como soldados, e foram largamente utilizados durante uma determinada guerra. Eventualmente, durante um grande conflito, no ano de 2112, alguns SQUEEBs escaparam e formaram uma gangue subterrânea chamada Powershifters. Ao contrário de outras gangues, o Powershifters não tinham um verdadeiro líder. Como resultado, muito poucos grupos oferecem fidelidade a eles, como os suas ideia e opiniões diferentes.
A medida que a sociedade sucumbiu, muitas pessoas aderiam a gangue de rebeldes contra o governo corrupto e as gangues rivais. A maior gangue conhecida era a MeatHackers. Ao contrário de outras gangues, a MeatHackers foi criada em duas diferentes facções. Uma utilizando seus poderes criados e os instrumentos de combate Vortek e outro utilizando armas de mão como suas ferramentas. Isto gerou atrito entre os membros da gangue, com os antigos membros que favorecem os seus próprios poderes Vortek em substituição as armas de mão.
Após certo ponto, uma misteriosa criatura de aparência satânica chamada "The Guardian", aparece perante a humanidade e anuncia que iria destruir o mundo a não ser que um guerreiro pudesse derrotá-lo em violentos combates. "The Guardian" determinou um certo tempo para a humanidade selecionar sete dos seus melhores lutadores e faze-los competir uns com os outros. Uma vez que um lutador fosse vitorioso e derrotasse os outros guerreiros, ele abriria o Ultra Vortek e lutaria com "The Guardian". Assim que ele derrotasse "The Guardian", ele poderia utilizar seu poder recém adquirido para determinar o destino da terra.

## Personagens

### MeatHackers
- Lucius: Atual líder da MeatHackers, e mestre da divisão de força Vortek.
- Dreadloc: Segundo em comando. Líder da divisão de armas.

### PowerShifters
- Volcana
- Mercury
- Grok: Apenas conhecido pela sua espécie SQUEEB.

### Sociedade das Máquinas, Androides e Ciborgues
- Skullcrusher: Conhecido como Ministro da Disciplina.
- Buzzsaw

### Personagens secretos
- Carbon: Essencialmente, uma palheta de cores negra de Grok com um movimento adicional, possivelmente um PowerShifter.
- The Guardian: Chefe do jogo.
- Shadows: Uma palheta de cores tipo sombra para qualquer um dos sete lutadores. São enfrentados antes do The Guardian, sendo assim considerados sub-chefes.